# Carlos Alberto Pintinho
Carlos Alberto Gomes, mais conhecido como Carlos Alberto Pintinho ou apenas Pintinho (Rio de Janeiro, 25 de junho de 1955), é um ex-futebolista brasileiro, que atuava como meia.

## Carreira
Atuou no Fluminense e Vasco da Gama, além dos espanhóis Sevilla e Cádiz, e Farense de Portugal.
Ídolo no Fluminense, atuou em 381 partidas e marcou 23 gols. Também fez parte do grupo da Seleção Brasileira 3ª colocada na Copa América de 1979.
Em 1976, fez o primeiro gol do Fluminense na histórica semifinal do Campeonato Brasileiro de 1976 contra o Corinthians na famosa Invasão Corintiana, no qual foi como ficou conhecido o episódio em que milhares de torcedores do time paulista viajaram até o Rio de Janeiro para assistir a partida única da fase pré-final (semi-final) do Campeonato Brasileiro de 1976,[nota 1] disputada entre o clube paulista e o Fluminense.

## Títulos
Fluminense
- Campeonato Carioca: 1973, 1975, 1976 e 1984
- Torneio Internacional de Verão do Rio de Janeiro de 1973
- Torneio de Paris de 1976
- Torneio Viña del Mar de 1976
- Troféu Teresa Herrera: 1977
- Taça Guanabara: 1975

Vasco da Gama
- Troféu Colombino: 1980[6]

Sevilla
- Torneio Cidade de Sevilha: 1982[carece de fontes?]

## Seleção brasileira
Total: 6 jogos, 3 vitórias, 3 empates
Copa América de 1979: 1 jogo, 1 empate